# Ejército de Hebei Oriental
El Ejército de Hebei Oriental se formó a partir de los exsoldados del Cuerpo de Preservación de la Paz que había sido creado por la tregua de Tanggu del 31 de mayo de 1933. El Cuerpo de Preservación de la Paz de la Zona Desmilitarizada había sido la fuerza "neutral" que vigilaba el área desmilitarizada al sur de la Gran Muralla cuando Yin Ju-keng, por instigación de los japoneses, proclamó un Gobierno Autónomo de Hebei Oriental en noviembre de 1935, con su capital en Tungchow.
El Cuerpo de Preservación de la Paz fue disuelto y absorbido por el Ejército de Hebei Oriental y fue entrenado por asesores japoneses, oficiales del Ejército de Kwantung, que ejercitaban a los hombres durante el día y les daban conferencias anticomunistas por la noche. Los oficiales japoneses tenían la última palabra en todos los asuntos relacionados con el ejército. Entrenados durante un año, los japoneses creyeron que habían creado una fuerza confiable y bien entrenada. Destinados a la policía local, solo estaban equipados con rifles y armas cortas, y no tenían ametralladoras ni artillería.

## Organización
El ejército de Hebei Oriental tenía cuatro cuerpos divididos en tres brigadas cada uno y un cuerpo de entrenamiento. Cada brigada (llamada "División") se dividió en tres sub-brigadas; cada sub-brigada tenía un asesor japonés adjunto. Fuerza y organización en julio de 1937:
Ejército de Hebei Oriental - Yin Ju-keng
- 1.º Cuerpo "Tungchow" - Chang Ching-yu (4.000 hombres)
- 2.º Cuerpo "Tsunhua" - Chang Yen-tien (4.000 hombres)
- 3.º Cuerpo "Tungchow" - Li Yen-sheng (4.000 hombres)
- 4.º Cuerpo "Tsunhua" - Han Tze- hsi (4.000 hombres)
- Cuerpo de entrenamiento "Tungchow" - Yin Ju-keng (2,000 hombres)

## Operaciones
En diciembre de 1935, el 4.º destacamento del Ejército de Hebei Oriental atacó las ciudades de Taku y el puerto de Tangku en poder de los nacionalistas. Las fuerzas del 32.º Ejército mataron a dos de los soldados del Ejército de Hebei Oriental y el resto se retiró. Las amenazas fueron hechas por los japoneses y el 32.º Ejército fue retirado. El Ejército de Hebei Oriental luego ocupó las dos ciudades.
En julio de 1937 estuvieron involucrados en el Incidente del Puente de Marco Polo y en la Batalla de Beiping-Tianjin hasta que se rebelaron en el Motín de Tungchow en la mañana del 29 de julio de 1937. Después de que los japoneses sofocaran el motín, el Ejército de Hebei Oriental se disolvió como fue el Gobierno autónomo.